# Chuma
Chuma est une localité du département de La Paz en Bolivie et le chef-lieu de la province de Muñecas. Sa population s'élevait à 392 habitants en 2001.

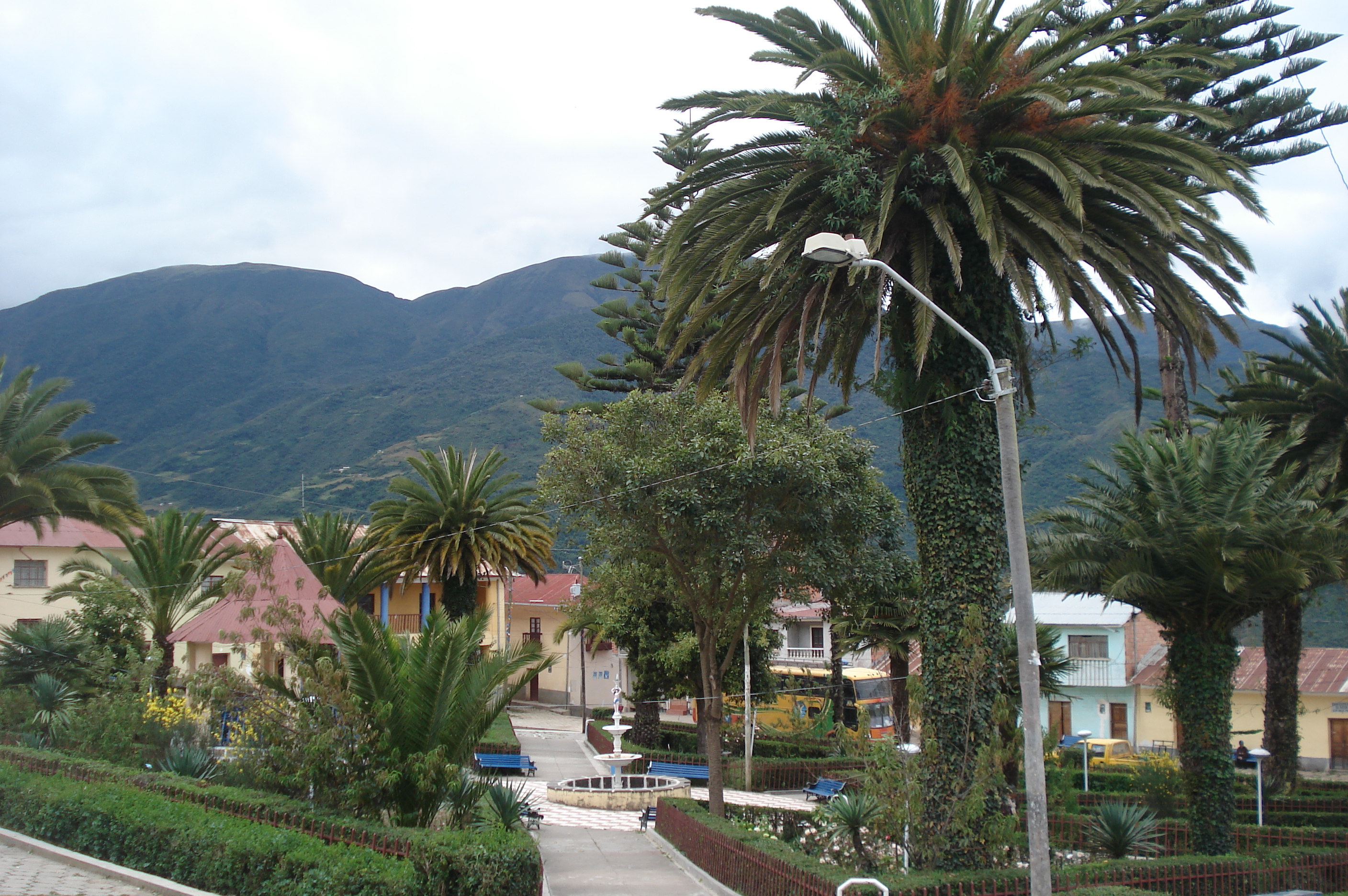
Photo par le Dr Marcelo F. Vera Bacarreza.